# ورزشگاه آل بایدا
ورزشگاه آل بایدا (به عربی: استاد البیضاء) یک ورزشگاه فوتبال در لیبی است که در بیضا (لیبی) واقع شده‌است.